# 南洛林谷县
南洛林谷县（法語：canton Val de Lorraine Sud）是法国默尔特-摩泽尔省的一个县（省级选区），中央投票站位于马克塞维尔。该县涵盖5个市镇。